# 発煙硫酸

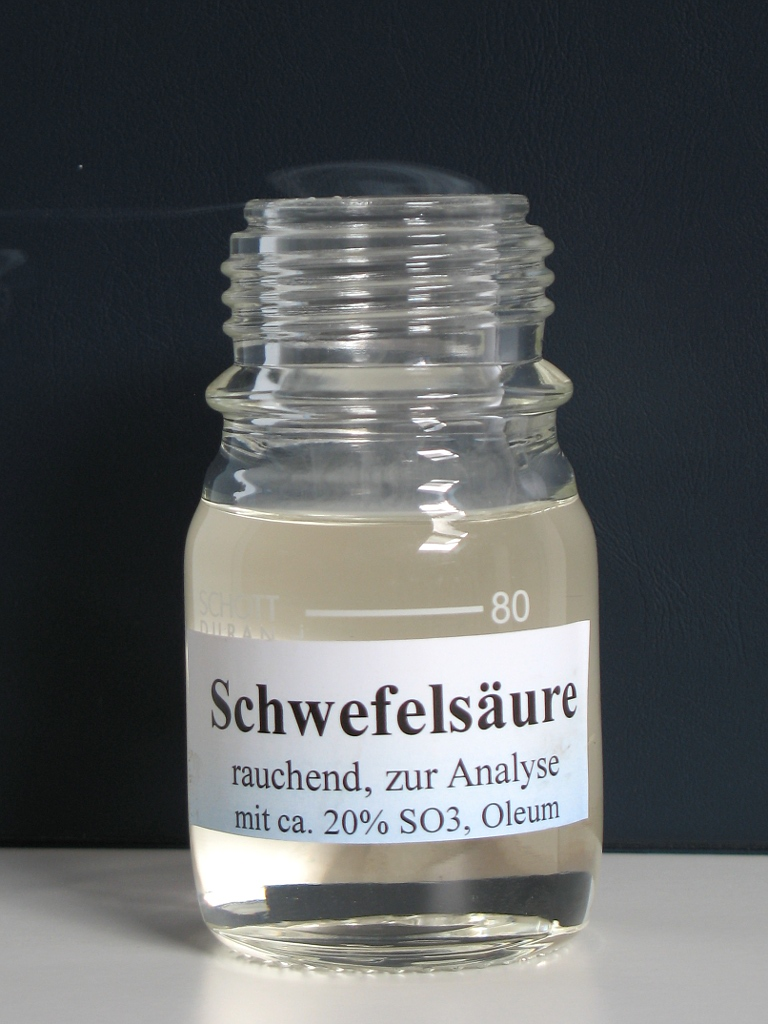
空気中で白煙を発する発煙硫酸

発煙硫酸（はつえんりゅうさん、英語: Oleum）は濃硫酸に過剰の三酸化硫黄を吸収させたものである。発煙硫酸は三酸化硫黄の蒸気を徐々に放出しており、湿った空気中で白煙と鼻を突く刺激臭を発する。試薬、工業用ともに、三酸化硫黄含有率が30%、60%等の製品がある。一般的には濃硫酸よりも高価である。毒物及び劇物取締法により劇物に指定されている
。
英語名は、ラテン語で『油』を意味する。

## 性質
濃硫酸も粘稠な液体であるが、発煙硫酸はそれ以上に粘稠である。高含有率の物はイオン液体となるため、水飴状の粘度がある。
発煙硫酸中では次のような化学平衡が存在している。
{\displaystyle \mathrm {H_{2}SO_{4}+SO_{3}\rightleftharpoons H_{2}S_{2}O_{7}} }
{\displaystyle \mathrm {H_{2}SO_{4}+H_{2}S_{2}O_{7}\rightleftharpoons H_{3}SO_{4}^{+}+HS_{2}O_{7}^{-}} }
また、硫酸と三酸化硫黄とが等モル混合している発煙硫酸（およそ 45 %w/w）の主成分は二硫酸（ピロ硫酸、化学式 H2S2O7）であることが知られている。

## 反応
三酸化硫黄の求電子性を利用して、発煙硫酸はスルホン化に使用される。また、三酸化硫黄は系中の水と速やかに反応して硫酸となる為、脱水作用を期待してニトロ化や硝酸エステルの生成に使用する硫硝混酸を作成する際に使用されることもある。

## 製法
硫酸は SO2 → SO3 → H2SO4の段階を経て製造されるが、気体であるSO3の溶媒として硫酸が使用される。したがって、発煙硫酸は硫酸の中間生成物として生産されている。